# Annemieke Post
Johanna Maria Liduïna (Annemieke) van Kooten-Post (Amstelveen, 23 augustus 1940) is een Nederlands keramist en beeldhouwer.

## Leven en werk
Annemieke Post werd opgeleid aan de Academie voor Beeldende Kunsten Sint-Joost, afdeling keramische en plastische vormgeving, in Breda. Ze maakt onder meer abstracte plastieken en wanddecoraties. Post werkte een aantal jaren op de experimentele afdeling van aardewerkfabriek De Porceleyne Fles in Delft (1965-1967), onder leiding van Theo Dobbelman, waar ze keramische tegels maakte. Werk van Post is opgenomen in de collectie van het Nederlands Tegelmuseum.
In 1964 maakte Post een beeldje van een troubadour, dat werd geplaatst op de Havermarkt in Breda. Afgietsels ervan werden geplaatst in Diest, Dillenburg en Orange, drie steden die met Breda zijn verbonden in de Unie van Oranjesteden. In 1967 maakte Post een serie van 20 tegels over 'De mens en zijn wereld' voor het Nederlands paviljoen op de Expo 67, de wereldtentoonstelling in Montreal.